# Herb gminy Baboszewo
Herb gminy Baboszewo – jeden z symboli gminy Baboszewo, autorstwa Roberta Szydlika, ustanowiony 26 sierpnia 2011.

## Wygląd i symbolika
Herb przedstawia na tarczy w polu srebrnym kościół czerwony z oknami czarnymi i ostrołukową bramą czarną okoloną portalem złotym, z trzema wieżami – główną środkową i dwiema mniejszymi bocznymi – nakrytymi stożkowymi daszkami czarnymi z krzyżami tej samej barwy. Herb przedstawia neogotycki kościół pw. Matki Boskiej Częstochowskiej w Baboszewie, górujący nad gminą.